# Osdum
오스덤(영어: Osdum)은 2021년 대한민국 대전에 설립된 소규모 엔터테인먼트 그룹이다. 사업 분야로는 미디어 기획 및 제작, 촬영, 디지털 시스템, 브랜드 디자인, 디자인 컨설턴트 등이 있다.

## 역사
2021년 8월 15일, 대전 대신고등학교 산하의 문화창작지원부는 오스덤 프로덕션(Osdum Production)의 설립을 공개 발표했다. 이는 추구하는 새로운 가치인 'Seeing World Differently'가 기존 문화창작지원부와는 거리가 멀고, 앞으로의 본격적인 기업 횡보를 생각하면 합당한 선택이라고 밝혔다.
초대 리더인 강훈은 그 후 여러 분야에 도전적, 전문적으로 참여하는 오스덤의 복합, 융합형 기업 가치를 말하며 음악, 디자인, 소프트웨어 뿐 만 아니라 영상쪽에도 진출하는 오스덤의 횡보를 보여줄 것이라 약속했다.